# 4-es villamos (Prága)
A prágai 4-es jelzésű villamos a Čechovo náměstí és a Sídliště Barrandov között közlekedik.

## Útvonala
| Sídliště Barrandov felé | Čechovo náměstí felé |
| --- | --- |
| Čechovo náměstí – Minská – Moskevská – Francouzská – Náměstí Míru – Jugoslávská – Ječná – Karlovo náměstí – Na Moráni – Palackého náměstí – Palackého most – Lidická – Nádražní – Na Zlíchově – Hlubočepská – K Barrandovu – Lamačova – Tréglova – Werichova – Sídliště Barrandov | Sídliště Barrandov – Werichova – Tréglova – Lamačova – K Barrandovu – Hlubočepská – Na Zlíchově – Nádražní – Lidická – Palackého most – Palackého náměstí – Na Moráni – Karlovo náměstí – Ječná – Jugoslávská – Náměstí Míru – Francouzská – Moskevská – Čechovo náměstí |

## Megállóhelyei
| 0  | Čechovo náměstí végállomás    | 38 | 13, 22                                       |
| 1  | Vršovické náměstí             | 37 | 13, 22                                       |
| 2  | Ruská                         | 35 | 13, 22                                       |
| 3  | Krymská                       | 34 | 13, 22                                       |
| 5  | Jana Masaryka                 | 33 | 13, 22                                       |
| 7  | Náměstí Míru                  | 31 | A 10, 13, 16, 22                             |
| 9  | I. P. Pavlova                 | 29 | C 6, 10, 11, 13, 16, 22                      |
| 12 | Štěpánská                     | 26 | 6, 10, 16, 22, 23                            |
| 13 | Karlovo náměstí               | 24 | B 2, 3, 6, 10, 14, 16, 18, 22, 23, 24        |
| 15 | Moráň                         | ∫  | B 2, 3, 10, 14, 16, 18, 24                   |
| 17 | Palackého náměstí             | 22 | B 2, 3, 7, 10, 16, 17, 21                    |
| 19 | Zborovská                     | 19 | 5, 7, 10, 16                                 |
| 21 | Anděl                         | 18 | B 5, 7, 9, 10, 12, 15, 16, 20, 21            |
| 23 | Na Knížecí                    | 15 | B · 5, 7, 12, 20, 21 · P5                    |
| 24 | Plzeňka                       | 14 | 5, 12, 20                                    |
| 26 | Smíchovské nádraží            | 13 | B 5, 12, 20 R10 R16 R18 R19 R26 S5 S6 S65 S7 |
| 27 | ČSAD Smíchov                  | 11 | 5, 12, 20                                    |
| 28 | Lihovar                       | 10 | 5, 12, 20 · P3                               |
| 30 | Zlíchov                       | 8  | 5, 12, 20                                    |
| 32 | Hlubočepy                     | 7  | 5, 12, 20                                    |
| 34 | Geologická                    | 4  | 5, 12, 20                                    |
| 36 | K Barrandovu                  | 3  | 5, 12, 20                                    |
| 37 | Chaplinovo náměstí            | 2  | 5, 12, 20                                    |
| 38 | Poliklinika Barrandov         | 1  | 5, 12, 20                                    |
| 40 | Sídliště Barrandov végállomás | 0  | 5, 12, 20                                    |